# Dieppe Bay Town
Pour les articles homonymes, voir Dieppe.
Dieppe Bay Town est une petite commune située dans la paroisse de Saint-John Capisterre, au nord de l'île de Saint-Christophe, à Saint-Christophe-et-Niévès.

## Histoire

### Première implantation normande auXVIesiècle
En 1538, des huguenots français, originaires du port de pêche normand de Dieppe, et fuyant les persécutions de François Ier à l'encontre des protestants, trouvent refuge à l'extrémité nord de l'île de Saint-Christophe. Toutefois, quelques mois plus tard, leur implantation est pillée par les Espagnols et abandonnée par ses habitants expulsés.

### Colonisation française auXVIIesiècle
Presque un siècle plus tard, en 1626, des flibustiers français menés par Pierre Belain d'Esnambuc, fuyant une défaite navale face aux Espagnols, sont contraints de relâcher sur l'île de Saint-Christophe, dans la rade de Basseterre, pour réparer des avaries. Ils sont accueillis sur place par un groupe de colons britanniques et quelques huguenots français. Le capitaine anglais Thomas Warner accepte que les Français à rester sur l'île, puis s'allie à eux pour en expulser tous les autochtones Caraïbes (Kalinagos).
L'île est partagée entre les colons, avec au centre la partie anglaise, et aux extrémités nord et sud les Français. C'est à ce moment que ces derniers se réimplantent sur l'ancien site de Dieppe et reconstruisent la ville, faisant de Saint-Christophe le site de la première colonie française permanente dans les Antilles.

### Période anglais puis indépendance
En 1713, l'île passe sous contrôle anglais, et reste une colonie jusqu'à l'indépendance en 1983 de Saint-Christophe-et-Niévès.
Si la commune de Dieppe Bay Town ne compte que quelques centaines d'habitants, elle conserve le statut de ville (Town) en raison de son importance historique.

## Vestiges de la première implantation
Les restes de l'un des bâtiments est maintenant le sous-sol de la maison principale dans le Golden Lemon Hôtel.

### Sources
- (en) Cet article est partiellement ou en totalité issu de l’article de Wikipédia en anglais intitulé « Dieppe Bay Town » (voir la liste des auteurs).